# Голохвостый пушистый опоссум
Голохвостый пушистый опоссум (лат. Caluromys philander) — вид млекопитающих из семейства опоссумовых.
Средняя длина тела 41—68,5 см, вес — 140—390 г, длина хвоста составляет 25—40,5 см. Опоссум имеет толстую и мягкую шерсть, красновато-коричневого цвета на спине, серого — по бокам и жёлто-оранжевого или серого на брюхе. На серой голове имеется три тёмные полосы. Цепкий хвост покрыт волосами приблизительно на 1/3 длины.
Голохвостый пушистый опоссум населяет тропические леса Боливии, Бразилии, Французской Гвианы, Гайаны, Суринама, Тринидада и Тобаго, Венесуэлы и смежных Антильских островов на высоте 1800 метров над уровнем моря. Этот вид обычно предпочитает лесные массивы с вечнозелёными и лиственными деревьями. 
Живёт на деревьях, почти никогда не спускаясь на землю. Ведёт ночной образ жизни. Питается фруктами, цветами, нектаром, насекомыми. Вид не является территориальным, но обычно животные живут на определённой территории размером 1,3—8,9 га (размер зависит от пола и возраста животного — самые крупные территории имеют взрослые самки).
Биология размножения изучена мало. Беременность длится 24 дня, в помёте 1—7 детёнышей. Самка выкармливает молоком чуть более трёх месяцев, а примерно через пять месяцев, животные полностью становятся самостоятельными. Опоссумы начинают размножаться в возрасте 9 месяцев. Средняя продолжительность жизни в дикой природе составляет 3—4 года, в неволе живут до 5 лет.